# O.P.A. / Business Blues
Pour les articles homonymes, voir OPA.
Cet article possède un paronyme, voir Black Markets and Business Blues.

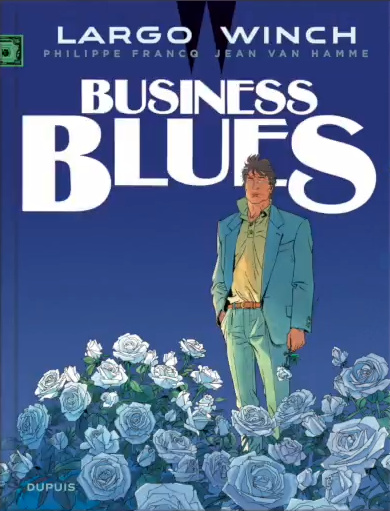
Business Blues.

O.P.A. et Business Blues sont deux bandes dessinées réalisées par Jean Van Hamme (scénario) et Philippe Francq (dessinateur), formant un diptyque appartenant à la série Largo Winch, et éditées respectivement en 1992 et 1993 par Dupuis dans la collection Repérages
Ce diptyque constitue les troisième et quatrième tomes de la série.

## Description

### Résumé
La mort brutale de Matt Northridge, gros actionnaire d'un holding nommé « Fenico », donne l'idée aux administrateurs du Groupe W de tenter une OPA hostile sur ce groupe. Cochrane et Sullivan montent un scénario financier qui semble sans faille, sauf pour Largo qui flaire un mauvais coup. L'histoire lui donnera raison et l'entraînera dans un complot financier d'envergure inédite, sur fond de terrorisme économique international, qui risque de marquer la fin du Groupe W.

### Personnages
Outre les personnages récurrents de la série, on trouve dans ces deux albums :
- Gus Fenimore (dit "Monkey Balls"), fondateur de la Fenico. Grand prédateur financier et séducteur invétéré, il sera victime de l'OPA hostile du groupe W ;
- Hakim Ben Zayed al Neimi : ancien ami de Largo Winch, qu'il a connu sur les bancs de l'INSEAD. Hakim, devenu riche émir pétrolier, n'est pas sans manifester une certaine jalousie envers Largo ;
- Lizza-Lu Mellow : vieille rentière décatie, toujours à la recherche de nouvelles conquêtes lui assurant de solides revenus, elle fera croire à la presse son mariage imminent avec Largo ;
- Rifka Sharim (alias Mélanie Wagner) : agent du Mossad chargée de contrer un plan de terrorisme financier international. Elle se rapprochera de Largo qui se trouve malgré lui au cœur du complot. Ils tomberont amoureux l'un de l'autre avant qu'elle ne se fasse exécuter ;
- Art Longman : agent du Mossad, supérieur hiérarchique de Rifka Sharim ;
- Jay Winter : agent de l'IRS, il souhaite déjouer l'entourloupe financière que représente la Zukunft Anstalt afin de récupérer les droits de succession que n'a pas versés Largo au trésor américain lorsqu'il a hérité du Groupe W (environ 1 milliard de dollars).

## Analyse
Après le complot visant à s'emparer du Groupe W dans le premier diptyque, Van Hamme nous entraîne dans une intrigue similaire si ce n'est qu'elle est bien plus élaborée que la précédente. Un travail de documentation particulièrement riche guide le lecteur au cœur des techniques et concepts financiers (actionnariat, holding, OPA etc.) ordinairement obscurs aux non initiés. La finesse et l'audace du scénario ont fait de ces deux albums un des volets les plus appréciés de la série[réf. nécessaire].
Cette trame revêt d'autant plus d'envergure qu'elle s'inscrit dans les conflits du Moyen-Orient.

## Publications en français

### Albums
- O.P.A., Dupuis, coll. « Repérages », 1992 (ISBN 2-8001-1947-0)
- Business Blues, Dupuis, coll. « Repérages », 1993 (ISBN 2-8001-2046-0)